# À Tout le Monde
«À tout le monde» (traducido del francés a «A todo el mundo») es la cuarta canción del sexto álbum Youthanasia del grupo estadounidense de heavy metal y thrash metal Megadeth, y sencillo del disco lanzado en octubre de 1994.

## Letra
La letra de la canción trata sobre los últimos momentos de la vida de un hombre, y qué le diría este a sus seres queridos (no incita al suicidio como se dice).

## Video musical
El video muestra principalmente a Dave Mustaine de pie al lado de su lápida, y ve al parecer a toda su familia y alguno de sus fans caen a su lápida (por esto el vídeo no lo transmitieron en TV por creer que trataba acerca del suicidio) y también se ve a la banda tocar en un cuarto y en un concierto.

## À tout le monde (Set Me Free)
En 2007, Megadeth realizó una versión nueva de la canción en su disco United Abominations llamada «À tout le monde (Set Me Free)» junto con la vocalista de Lacuna Coil, Cristina Scabbia. Fue lanzado como primer sencillo de United Abominations, el 17 de abril de 2007.